# Sloanea latifolia
Sloanea latifolia är en tvåhjärtbladig växtart som först beskrevs av Richard, och fick sitt nu gällande namn av Schumann. Sloanea latifolia ingår i släktet Sloanea och familjen Elaeocarpaceae. Inga underarter finns listade i Catalogue of Life.